# 마쓰나가정
마쓰나가정(일본어: 松永町)은 일본 히로시마현 누마쿠마군에 있던 정이다. 현재의 후쿠야마시의 일부에 해당한다.